# Sự cố hạt mắc ca
Sự cố hạt mắc ca, gọi theo cách châm biếm là "nutgate" (tiếng Hàn Quốc: 땅콩 회항, Ttangkong hoehang) là một vụ gây rối trên máy bay, diễn ra vào ngày 5 tháng 12 năm 2014 tại sân bay Quốc tế John F. Kennedy, thành phố New York, trên chuyến bay 086 của Korean Air. Heather Cho (tên tiếng Hàn: Cho Hyun-ah, tiếng Hàn: 조현아; về sau đổi tên thành Cho Seung-yeon), phó chủ tịch của Korean Air và là con gái của chủ tịch hãng lúc bấy giờ là ông Cho Yang-ho, đã yêu cầu đưa máy bay quay lại cổng xuất phát vì không hài lòng với cách phục vụ hạt mắc ca trên khoang hạng nhất.
Tất cả các hành khách ở khoang hạng nhất, bao gồm bà Cho, đều được phục vụ món hạt mắc ca trong một chiếc túi được đóng gói – đúng theo quy trình của hãng hàng không. Tuy nhiên, bà Cho lại muốn hạt phải được bày trên đĩa như một phần trong dịch vụ cao cấp. Bà đã chất vấn tiếp viên trưởng về quy trình phục vụ hạt, sau đó bà đã hành hung ông và ra lệnh đuổi ông khỏi máy bay. Việc này buộc máy bay phải quay đầu về lại cửa khởi hành, làm trễ chuyến bay khoảng 20 phút.
Khi vụ việc bị bại lộ, cả bà Cho và Korean Air đã bị chỉ trích dữ dội. Sau đó, bà Cho buộc phải từ bỏ một số chức vụ của mình tại hãng. Bà bị kết án tại tòa án Hàn Quốc vì cản trở an toàn hàng không, với mức án 12 tháng tù giam. Tuy nhiên, bà chỉ bị giam giữ trong vòng 5 tháng rồi sau đó được trả tự do. Đến tháng 4 năm 2016, cả nữ tiếp viên và tiếp viên trưởng đã quay trở lại công việc bình thường.

## Sự cố và các báo cáo chính thức
Vào ngày 5 tháng 12 năm 2014, Heather Cho – một nữ doanh nhân và là con gái của Chủ tịch kiêm CEO của Korean Air là ông Cho Yang-ho – đã lên chuyến bay mang số hiệu 086 của Korean Air (chiếc máy bay có số đăng kí HL7627) tại sân bay quốc tế John F. Kennedy, với điểm đến là sân bay quốc tế Incheon tại Seoul. Trước khi cất cánh, bà được phục vụ món hạt mắc ca trong một chiếc túi được đóng gói thay vì trên được phục vụ trên đĩa như bà muốn.
Ngay sau đó, bà Cho mắng tiếp viên Kim Do-hee và gọi tiếp viên trưởng Park Chang-jin đến để phàn nàn vì món ăn không được bày trên đĩa. Theo cáo buộc, bà Cho đã ép ông Park phải quỳ xuống trước mặt bà và cầu xin tha thứ. Bà đã đánh nhiều nhát vào tay của ông Park bằng một chiếc máy tính bảng và sau đó sa thải ông ngay lập tức. Bà ra lệnh cho tiếp viên trưởng rời khỏi máy bay, buộc chiếc máy bay phải quay lại cửa khởi hành. Vụ việc đã gây ra sự chậm trễ khoảng 20 phút với chuyến bay có 250 hành khách này. Ban đầu ông Park được cho là đã đồng ý với ban giám đốc rằng sẽ không tiết lộ vụ việc ra bên ngoài và giữ im lặng trước giới chức. Tuy nhiên, khi ông cùng nữ tiếp viên Kim nghe được việc bà Cho đang lan truyền tin đồn rằng hai người có hành vi quan hệ tình dục, ông đã quyết định nộp đơn khiếu nại chính thức.
Korean Air sau đó đã gửi lời xin lỗi đến hành khách về sự bất tiện đã gây ra, nhưng đồng thời cố biện minh cho hành vi của bà Cho, nói rằng bà đang thực hiện nhiệm vụ kiểm tra chất lượng dịch vụ và an toàn bay. Bước đầu, Bộ Đất đai, Cơ sở hạ tầng và Giao thông vận tải của Hàn Quốc cho biết Ủy ban Điều tra Tai nạn Hàng không và Đường sắt sẽ tiến hành điều tra vụ việc. Một hành khách ở khoang hạng nhất cảm thấy phẫn nộ sau khi chứng kiến vụ việc đã liên hệ với hãng hàng không để phản ánh, và sau đó người này chỉ nhận được một mô hình máy bay cùng với một cuốn lịch như một lời xin lỗi.

## Các tranh cãi
Sau khi ông Park bị buộc rời khỏi máy bay và bị sa thải sau đó, hãng hàng không đã liên lạc với ông hàng chục lần, gây áp lực buộc ông phải khai với Bộ Giao thông Hàn Quốc rằng ông đã tự nguyện từ chức. Trong các thành viên của đội điều tra được chỉ định để xử lý vụ việc, có hai thành viên từng là nhân viên của Korean Air. Ông Suh Seoung-hwan, Bộ trưởng Bộ Đất đai, Cơ sở hạ tầng và Giao thông vận tải của Hàn Quốc, tin tưởng rằng nhóm điều tra sẽ tiến hành điều tra một cách công bằng. Tuy nhiên, người tiếp viên bị hành hung không tin tưởng vào cuộc điều tra của chính phủ, nên đã trực tiếp tố cáo vụ việc với truyền thông, khiến cho dư luận dậy sóng. Ông Suh cam kết sẽ chuyển giao vụ việc cho công tố viên và đề nghị xử phạt nghiêm khắc nếu phát hiện có sự thông đồng với hãng. Dù vậy, nhiều nghị sĩ vẫn tỏ ra hoài nghi và yêu cầu Hội đồng Kiểm toán và Thanh tra phải vào cuộc điều tra.
Sau khi vụ việc bị phanh phui, bà Cho được phát hiện cũng đã từng hành hung một tiếp viên vào năm 2013 vì đã phục vụ món mì ramen chưa chín kỹ. Vụ việc này đã bị hãng che giấu, và kết luận nội bộ rằng không có sai phạm nào. Theo cảnh sát, một giám đốc trong công ty đã yêu cầu nhân viên xóa mọi tài liệu liên quan đến vụ việc này. Đại diện của bà Heather Cho – tức Korean Air – cũng đã gây áp lực buộc các nạn nhân (tiếp viên và tiếp viên trưởng) phải khai gian và giảm nhẹ mức độ vụ việc khi bị thẩm vấn công khai. Tuy nhiên, những hành khách không liên quan (bao gồm một hành khách ở khoang hạng nhất) đã xác nhận lời khai của các nạn nhân, kể lại rằng bà Cho đã ném túi hạt và có hành vi tấn công tiếp viên, và kế hoạch che giấu vụ việc bị bại lộ, càng khiến cho dư luận phẫn nộ hơn. Bản thân bà Cho đã phủ nhận toàn bộ hành vi này mặc cho sự hoài nghi từ dư luận.
Khi vụ việc bị công khai, làn sóng phẫn nộ nhắm vào bà Cho và hãng Korean Air đã bùng lên dữ dội. Korean Air buộc bà Cho phải từ chức khỏi vị trí phó chủ tịch nhằm xoa dịu dư luận. Dù ban đầu tuyên bố sẽ từ bỏ mọi chức vụ, trên thực tế bà vẫn giữ các vị trí quan trọng khác như chủ tịch Korean Air, chủ tịch KAL Hotel Network và Hanjin Tour. Mặc dù hãng đã cố gắng che đậy nhưng các cáo buộc hình sự vẫn được đưa ra sau đó. Theo ước tính, Korean Air có thể bị phạt tới 2 triệu đô la Mỹ. Vào ngày 12 tháng 12, bà Cho tham gia phiên điều trần của Ủy ban Điều tra Tai nạn Hàng không và Đường sắt, tuyên bố sẽ gửi lời xin lỗi trực tiếp đến tiếp viên trưởng và người tiếp viên bị ảnh hưởng. Chủ tịch của hãng – ông Cho Yang-ho (cha của bà Cho) – cũng gửi lời xin lỗi công khai, gọi hành động của con gái là “ngu ngốc”. Bà Heather Cho sau đó đã đến tận nhà của hai tiếp viên để xin lỗi, nhưng vì họ không có mặt nên bà chỉ để lại thư viết tay.
Một trong những nguyên nhân khiến vụ việc này được đưa tin rầm rộ, nhất là ở Hàn Quốc, là do nó đã phơi bày sự lạm dụng quyền lực một cách có hệ thống của giới tài phiệt gia đình (các chaebol) tại nước này. Lượng hành khách bay nội địa của hãng Korean Air đã giảm 6,6% trong tháng 12 năm 2014 so với cùng kỳ năm trước.

## Khởi kiện

### Phiên xét xử
Ngày 12 tháng 1 năm 2015, một thành viên của Quốc hội Hàn Quốc đã công bố một tài liệu từ bản cáo trạng của bà Cho, qua đó xác nhận rằng hạt mắc ca đã được phục vụ đúng theo quy trình, tuân theo quy trình của hãng hàng không. Ngoài ra, bà Cho đã được thông báo về vụ việc này, và lý do mà bà đưa ra cho hành động cách chức tiếp viên trưởng là vì ông đã không nói trước với bà.
Phiên tòa bắt đầu vào ngày 19 tháng 1 tại Tòa án quận Tây Seoul, với việc bị cáo phủ nhận toàn bộ mọi cáo buộc trên. Khi cha của bà Cho xuất hiện tại tòa, ông khẳng định rằng tiếp viên trưởng có thể tiếp tục công việc mà không gặp trở ngại gì. Mặc dù đã được tòa triệu tập, tiếp viên trưởng đã không có mặt tại phiên xét xử. Trong khi đó, nữ tiếp viên phục vụ hạt mắc ca đã có mặt và làm chứng rằng bà Cho đã xô đẩy cô và ép buộc cô phải quỳ gối. Cô cũng cho biết mình từng được đề nghị cho một vị trí giảng dạy tại một trường cao đẳng thuộc KAL.
Ngày 12 tháng 2 năm 2015, bà Cho bị tuyên án một năm tù giam vì cản trở an toàn hàng không. Tòa án quận Tây Seoul đã tuyên mức án này trong phiên xét xử, cho rằng bà có tội trong việc thay đổi lộ trình bay – hành vi có thể bị phạt tù lên tới 10 năm.
Tuy nhiên, đến ngày 22 tháng 5 năm 2015, Tòa án Tối cao Seoul tuyên bố bà Cho trắng án đối với cáo buộc thay đổi lộ trình bay. Bản án được giảm xuống còn 10 tháng tù treo trong 2 năm. Bà Cho đã được trả tự do khi thụ án được 5 tháng.

### Vụ kiện dân sự
Tiếp viên hàng không Kim Do-hee và tiếp viên trưởng Park Chang-jin đã đệ đơn kiện lên Tòa án Tối cao New York vào tháng 3 năm 2015 nhằm vào cả Cho Hyun-ah và Korean Air, yêu cầu được bồi thường vì bị xúc phạm bằng cả lời nói và hành vi. Họ đã thuê hai công ty luật cho vụ kiện này và đã yêu cầu một khoản bồi thường thiệt hại và xử phạt vi phạm, nhưng không nêu rõ con số bồi thường. Kim cũng tố cáo rằng cô bị hãng hàng không gây áp lực phải nói dối với các nhà điều tra nhằm che giấu vụ việc, cũng như buộc phải xuất hiện trước công chúng cùng với bà Cho nhằm "khôi phục hình ảnh" của bà trong mắt dư luận. Cả hai vụ kiện đều bị bác bỏ với lý do "tất cả các bên liên quan, nhân chứng và bằng chứng" đều ở Hàn Quốc.
Trong một vụ kiện khác, Tòa án quận Tây Seoul đã ra phán quyết yêu cầu Korean Air phải bồi thường cho các tiếp viên 20 triệu won (khoảng 18.000 USD, 370 triệu đồng) vì đã cố gắng thúc ép rút đơn kiện. Ngoài ra, Park cũng được bồi thường thêm 30 triệu won (khoảng 27.000 USD, 555 triệu đồng) vì bị bà Cho xúc phạm và lăng mạ.

## Hậu quả
Ngay sau vụ việc này, doanh số bán hạt mắc ca ở Hàn Quốc được ghi nhận đã tăng đến 250 phần trăm. Vào các ngày 14 và 28 tháng 12 năm 2024, chương trình hài kịch Hàn Quốc Gag Concert đã phát sóng một tiểu phẩm nhại lại vụ việc trên. Ca sĩ Kang Kyun-sung đã trở nên nổi tiếng nhờ việc bắt chước biểu cảm gương mặt của bà Cho khi bà phải hầu tòa, trong lúc anh đang tham gia chương trình Radio Star và một số chương trình truyền hình khác. Bộ phim truyền hình Hàn Quốc Persevere, Goo Hae-Ra được chiếu trên kênh Mnet cũng từng có một cảnh nhại lại vụ việc, nhưng đã không được lên sóng vì những lý do không xác định; có nghi vấn cho rằng các chaebol đã gây áp lực nhằm ngăn chặn việc phát sóng, song phía nhà sản xuất phủ nhận điều này. Vụ việc này còn góp phần làm cho thuật ngữ gapjil (갑질) trở nên phổ biến ở Hàn Quốc, trong đó ám chỉ hành động hoặc thái độ kiêu ngạo, độc đoán của những người giàu có và quyền lực đối với người yếu thế hơn trong xã hội.